# Elethyia minerva
Elethyia minerva là một loài bướm đêm trong họ Crambidae.